# 1618 год в России
Царствование: 1613—1645 — Михаила Фёдоровича

## События
- 1609—1618 — завершилась Русско-польская война[1].
  - Сентябрь 1617—декабрь 1618 — начало похода на Москву польского королевича Владислава и украинского гетмана Петра Сагайдачного[2].
  - Октябрь 1617—май 1618 — осада Калуги[3].
  - Январь-сентябрь — продолжающийся поход на Москву польского королевича Владислава и украинского гетмана Петра Сагайдачного[4].
  - Январь-июнь — можайское сражение с польско-литовской армией[5].
  - Поляки разрушили пушечным огнём Можайский кремль (погибло около 1 тыс. чел.)[5].
  - Лето — Дмитрий Михайлович Пожарский отправлен царём из Калуги в Боровск для оказания помощи русскому войску, оборонявшему Можайск от польско-литовских интервентов[6].
  - Лето —  Д.М. Пожарский под Серпуховым нанёс поражение запорожским казакам во главе с П.К. Сагайдачным[6].
  - Сентябрь—октябрь — безуспешная осада Москвы войском Владислава[7].
  - Октябрь — поражение войск Владислава у Белого города и отступление к Троице-Сергиеву монастырю. Начало русско-польских переговоров в деревне Деулино близ Сергиева Посада[4].
  - Рязань (за исключением Кремля) сожжён запорожскими казаками под командованием гетмана П.К. Сагайдачного[8].
  - Ливны[9] (разорён), Елец (сожжён)[10]. Лебедянь (разрушена)[11] Калуга (захвачена и разорена)[12] казаками гетмана П.К. Сагайдачного.
  - Польско-литовскими войсками захвачен и сожжён г. Верея[13].
  - Рыльск подвергся нападению польско-литовских войск[14].
  - Окрестности г. Мценск разорены крымскими татарами[15].
  - Череповецкий Воскресенский монастырь и его окрестности разорены поляками[16].
  - Руза выдержала осаду польско-литовский войск, посад и слободы города были сожжены, серьёзно пострадал Рузский кремль (см. 1619 год)[17].
  - Михайлов выдержал нападение отряда под командованием гетмана П.К. Сагайдачного[18].
  - 1 (11) декабря — подписано Деулинское перемирие[19] на 14,5 лет (к Речи Посполитой отошли 29 русских городов на Смоленщине, Черниговщине и в новгород-северских землях)[4].
- Май — Грамотин И.Т. вёл в Москве переговоры со шведскими послами[20].
- Октябрь — оставшиеся в живых жители г. Карачев были переведены в г. Болхов (см. 1614 и 1615 год)[21].
- Думный дьяк Третьяков Пётр Алексеевич обвинён в тайных контактах со шведами в 1615 году и в срыве русско-польских мирных переговоров 1615-1616 годов. По сообщению Исаака Массы, Третьяков мог быть отравлен[22].
- Пожалован боярством: Мезецкой Даниил Иванович[23].
- Местничество: Вердеревский Юрий Васильевич против городовых дворян из Тулы[24].

## Города и поселения
- Апрель/май — отрядом под командованием Харламова-Михалевского О., основано небольшое зимовье, получившее название Кузнецкий острог (сов. Новокузнецк) (см. 1620 год)[25].
- Апрель — основание головою Осипом Кокоревым Кузнецкого острога, будущего города Новокузнецка (ныне Кемеровская область)[26][27].

## Руководители приказов[28]
| Года      | Приказ                | Ф,И,О главы                    | Примечание |
| --------- | --------------------- | ------------------------------ | ---------- |
| 1615-1622 | Аптекарский приказ    | Салтыков Михаил Михайлович     | Кравчий    |
| 1617-1626 | Новгородская четверть | Грамотин Иван Тарасьевич       |            |
| 1617-1619 | Большого прихода      | Измайлов Артемий Васильевич    |            |
| 1615-1618 | Посольский приказ     | Третьяков Пётр Алексеевич      |            |
| 1615-1618 | Устюжская четверть    | Третьяков Пётр Алексеевич      |            |
| 1618-1621 | Новая четверть        | Одоевский Иван Никитич Меньшой |            |

## Воеводы[31]
| Года      | Город     | Ф,И,О воеводы                  | Примечания                     |
| --------- | --------- | ------------------------------ | ------------------------------ |
| 1617-1618 | Алатырь   | Погожей Дементий Семёнович     |                                |
| 1618      | Алексин   | Стрешнев Иван Степанович       |                                |
| 1618      | Арзамас   | Звенигородский Фёдор Андреевич |                                |
| 1618-1619 | Арзамас   | Измайлов Иван Васильевич       | Первый раз в 1616-1617         |
| 1617-1618 | Арск      | Бибиков Никифор                |                                |
| 1615-1620 | Астрахань | Хованский Андрей Андреевич     |                                |
| 1615-1618 | Берёзов   | Зюзин Беляница Лаврентьевич    |                                |
| 1618      | Берёзов   | Волынский Пётр Васильевич      |                                |
| 1618-1619 | Болхов    | Татищев Степан Лазаревич       |                                |
| 1618      | Боровск   | Куракин Афанасий Юрьевич       |                                |
| 1618      | Брянск    | Третьяков Василий Алексеевич   | Стольник                       |
| 1618-1619 | Брянск    | Барятинский Василий Романович  |                                |
| 1617-1618 | Белый     | Хилков Борис Андреевич         | Стольник. Смоленская губ.      |
| 1618-1619 | Белгород  | Плещеев Фёдор Смердов          | В другом акте Кирилл. Стольник |
| 1617-1618 | Белёв     | Толочанов Афанасий Михайлович  |                                |
| 1618-1619 | Белёв     | Сонцов-Засекин Михаил Иванович |                                |

## Родились
- Головин, Алексей Петрович (25 апреля 1618 — 10 февраля 1690) — боярин из рода Головиных, воевода Синбирска, Астрахани и Тобольска.
- Пожарский, Семён Романович (ок. 1618 — убит 29 июня 1659) — князь из рода Рюриковичей, государственный и военный деятель, окольничий и воевода, один из 20 самых крупных землевладельцев своего времени.

## Умерли
- Барятинский, Михаил Петрович († 15 декабря 1618) — военный и государственный деятель, дворянин московский и воевода.
- Бахтеяров, Никита Семёнович — сын боярский, городовой дворянин, сотенный голова, и помещик, давший начало роду дворян и однодворцев Бухтияровых.
- Нагой, Андрей Александрович — боярин и воевода; перевозил мощи царевича Дмитрия из Углича в Москву.
- Третьяков Пётр Алексеевич — государственный деятель и дипломат, думный дьяк (с 1613)[22].